# Kuettlingeria
Kuettlingeria is een geslacht van korstmossen behorend tot de familie Teloschistaceae.

## Geslachten
Volgens Index Fungorum telt het geslacht 15 soorten (peildatum januari 2023):
| Soortnaam                                             | Auteur(s)                                                           | Publicatiejaar |
| ----------------------------------------------------- | ------------------------------------------------------------------- | -------------- |
| Kuettlingeria albolutescens (Zuidelijke citroenkorst) | (Nyl.) I.V. Frolov, Vondrák & Arup                                  | 2020           |
| Kuettlingeria areolata                                | (Zahlbr.) I.V. Frolov, Vondrák & Arup                               | 2020           |
| Kuettlingeria atroflava (Rivierdijkzonnetje)          | (Turner) I.V. Frolov, Vondrák & Arup                                | 2020           |
| Kuettlingeria cretensis                               | (Zahlbr.) I.V. Frolov & Vondrák                                     | 2020           |
| Kuettlingeria crozetica                               | (Zahlbr.) C.W. Dodge                                                | 1948           |
| Kuettlingeria diphyodes                               | (Nyl.) Frolov & Vondrák                                             | 2020           |
| Kuettlingeria emilii                                  | (Vondrák, Khodos., Cl. Roux & V. Wirth) I.V. Frolov, Vondrák & Arup | 2020           |
| Kuettlingeria erythrocarpa                            | (Pers.) I.V. Frolov, Vondrák & Arup                                 | 2020           |
| Kuettlingeria furax                                   | (Egea & Llimona) I.V. Frolov, Vondrák & Arup                        | 2020           |
| Kuettlingeria fuscoatroides                           | (J. Steiner) I.V. Frolov, Vondrák & Arup                            | 2020           |
| Kuettlingeria neotaurica                              | (Vondrák, Khodos., Arup & Søchting) I.V. Frolov, Vondrák & Arup     | 2020           |
| Kuettlingeria percrocata                              | (Arnold) I.V. Frolov, Vondrák & Arup                                | 2020           |
| Kuettlingeria soralifera                              | (Vondrák & Hrouzek) I.V. Frolov, Vondrák & Arup                     | 2020           |
| Kuettlingeria teicholyta (Witte citroenkorst)         | (Ach.) Trevis.                                                      | 1857           |
| Kuettlingeria xerica                                  | (Poelt & Vezda) I.V. Frolov, Vondrák & Arup                         | 2020           |